# Kurubarahalli, Turuvekere
Kurubarahalli là một làng thuộc tehsil Turuvekere, huyện Tumkur, bang Karnataka, Ấn Độ.